# Mahayanasamgraha
Le Mahāyānasaṃgraha (« Résumé de la doctrine du Mahâyâna ») est un important traité de l'école bouddhiste du Yogachara, qui suit la tradition Mahâyâna. Il est attribué à Asanga. L'ouvrage est une présentation classique des thèmes fondamentaux du Yogachara sur l'intériorité consciente (« conscious interiority »)
Il n'existe aucune version du texte original en sanskrit. Cependant, nous en avons une traduction en tibétain et quatre en chinois (dont celles de Paramârtha et de Xuangzang) ainsi que d'importants commentaires de Vasubandhu (Mahāyānasaṃgraha-bhāṣya) et Asvabhāva,.  

## Contenu

### Contenu
Ce traité constitue la présentation la plus complète de la théorie  et de la pratique du Yogachara. En voici le plan,: l'œuvre s'ouvre sur un prologue dans lequel l'auteur souligne que son travail est bien un résumé complet de la doctrine du Mahâyâna. Les chapitres un à trois développent des affirmations fondamentales de l'idéalisme du Yogachara (déjà présentes dans le Sandhinirmocana Sutra (en), qui est l'une des sources du Résumé de la doctrine) : (I) la « conscience réceptacle » (Ālayavijñāna) — ainsi que des « semences » (bīja) qui s'y trouvent ; (II) les « trois natures » (Trisvabhāva (en)) et (III) le « rien que pensée ». Viennent ensuite (IV) les six pāramitā  (vertus) ; (V) les dix terres ; (VI, VII, VIII) l'interprétation dans le Mahâyâna des trois parties l'octuple sentier : la haute moralité (adhishîla), le haut entraînement mental (adhicitta) et la haute compréhension (adhiprajnâ). Les deux derniers chapitres constituent le sommet de l'œuvre, (IX) avec le thème du nirvana, et en (X) la doctrine des trois corps du Bouddha (trikāya) et le Véhicule unique (ekayâna).

### Lepañca-mārga
On y trouve aussi une présentation du pañca-mārga ou quintuple sentier, soit les cinq étapes du progrès spirituel d'un arhat ou d'un bodhisattva: sambhāra-mārga, voie de l'accumulation des mérites (puṇya) et de la conscience (jñāna) ; (ii) prayoga-mārga, voie de la préparation, dans laquelle on développe ses compétences en méditation ; (iii) darśana-mārga, voie de la vision, dans laquelle on voit la vraie nature des phénomènes et la vacuité (śūnyatā) ; (iv) bhāvanā-mārga, voie de la méditation au cours de laquelle on approfondit son expérience de la vacuité pour en faire une expérience réellement vécue ; (v) aśaikṣa-mārga, voie dans laquelle les afflictions et souillure (kleśa) et les vues fausses (par exemple, la croyance en un moi (ātman) substantiel et permanent) sont dépassés. Parvenu à ce stade, on devient un éveillé ou un arhat ou un bouddha.

#### Traductions
- Étienne Lamotte, La Somme du Grand Véhicule d’Asanga (Mahāyānasaṃgraha), vol. I et II : Vol. I: chap. 1 et 2 - Versions tibétaine et chinoise (Hiuan-Tsan); Vol. II, chap. 1 et 2

Traduction et commentaires, Louvain-la-Neuve, Publications de l'Institut Orientaliste de Louvain, 1973 (1re éd. 1938), 461 p. (viii + 99 p. ; ix + 345 p.)
- (en) The Summary of the Great Vehicle by Bodhisattva Asanga  (trad. du chinois de Paramārtha par John P. Keenan), Berkeley, Numata Center for Buddhist Translation and Research, 2003 (revised second edition), xvii + 154 p. (ISBN 1-886-43921-4, lire en ligne)